# 宇文護
宇文 護（うぶん ご、513年 - 572年）は、北周の皇族・政治家。字は薩保。代郡武川鎮の人。北周の実質的な創始者の宇文泰の兄の宇文顥の子。兄は宇文什肥・宇文導。
叔父の宇文泰の死後に権力を握り専横を極めたが、従弟の武帝によって暗殺された。晋国公に封ぜられたことから晋公護と呼ばれることもある。

## 生涯
叔父の宇文泰配下の将として功績を挙げ、宇文泰が西魏の中心人物になった頃には重臣の一人になっていた。556年に宇文泰が死去すると、その子供たちが幼かったことから、遺命によって後継の宇文覚（後の孝閔帝）を補佐することになったが、実質は専横しているようなものであった。西魏の恭帝から宇文覚へ禅譲させる工作を進める中で、専横に反発した重臣の趙貴と独孤信が謀反を企てるが、事前に察知して両名とも殺害し、独裁体制を確立させる。孝閔帝も宇文護の専横ぶりに反発して排除をはかったが失敗し、557年に廃位・殺害され、宇文毓（明帝）が代わって擁立された。
その後、北周と北斉との間で戦いが起きるが、軍略にはさほど恵まれていなかったようで、斛律光や高長恭の名を上げさせることになってしまう。
560年、明帝が鋭敏なのを見て毒殺し、その遺命として宇文邕（武帝）を擁立する。武帝は先帝2人とは違って愚鈍さを見せていたので、軍権を掌握していた宇文護はすっかり安心していた。しかしその愚鈍ぶりは演技で、裏では近臣たちと暗殺計画を練っていた。
572年、同州からひさしぶりに長安に戻って武帝と謁見した。その際、高齢にかかわらず酒の好きな叱奴太后を諌めるよう、武帝から依頼された。そのため、叱奴太后と謁見し、2人きりになって、周の成王時期の『酒誥』を読むことになった。隙ができたところを、武帝に背中を笏で突き倒され、倒れたところを近臣で武帝と同母弟の衛公宇文直によってとどめをさされ、暗殺された。享年は60。その機に乗じて、その息のかかった一党は一網打尽に粛清されたという。

## 評価
北周は孝閔帝から始まり明帝へと続くが、宇文護が同州で霸府を開いて実権を掌握した。史書には暴虐とあり、宇文護とその息子たちや、配下は好き勝手に暴力をふるい、財貨を貪ったとある。政権を独裁し、皇帝2人を殺したことから評判が悪いが、政治家としては有能で、宇文泰の路線を引き継いで諸制度を整備、政治を安定させるなど、北周への貢献は多大なるものがあった。宇文護時期の政治によって、最初は劣っていた北斉との国力差が逆転することになる。

## 妻子

### 妻
- 元氏（西魏の安昌王元均の娘）

### 男子
- 中山公 宇文訓（世子）
- 譚国公 宇文会（宇文什肥の養子）
- 莒国公 宇文至（宇文洛生の子の宇文菩提の養子）
- 崇業公 宇文静
- 昌城公 宇文深
- 正平公 宇文乾嘉
- 宇文乾基
- 宇文乾光
- 宇文乾蔚
- 宇文乾祖
- 宇文乾威

### 女子
- 新興公主（蘇威にとついだ）
- 宇文氏（于顗にとついだ）
- 宇文氏（達奚武の子の達奚果にとついだ）